# جون د. برايس
جون د. برايس (بالإنجليزية: John D. Price)‏ هو ضابط أمريكي، ولد في 18 مايو 1892 في أوغوستا في الولايات المتحدة، وتوفي في 18 ديسمبر 1957 في سان دييغو في الولايات المتحدة.

## وصلات خارجية
- جون د. برايس على موقع IMDb (الإنجليزية)